# Конголо
Конголо (Нконголо) (*д/н — 1580) — 1-й мулохве (володар) держави Луба в 1560—1580 роках. Ім'я Конголо значить «Веселка» (тому деякі дослідники його династію називають Веселковою). Мав прізвиська Мвамба (Червоний володар), яке отримав за червонуватий квіт шкіри, і Мунту ва Малва (Той, хто приносить у світі жах і страждання), що було надано суперниками.

## Життєпис
Походив з роду жодів народу луба. За легендою його батьками були Кіубака-Убака (Той, хто будує багато будинків) й Кібумба-Бумба (Та, що робить багато гончарних виробів). Можливо це відображає статус батька як вождя декількох поселень.
Розпочав політику об'єднання племен луба та їх сусідів. Спочатку підкорив землі на захід від річки Луалаба. Своєю резиденцією обрав поселення Мвібеле, поблизу озера Боя. Утворення власне держави Луба відносять до 1560 року. Спочатку охоплювало улоговину Упемба з озерами Упемба і Кісале.
Головним супротивником став народ сонг'є на схід від річки Луангва. Для боротьби з ним за порадою шамана Міджібу уклав військовий союз з Ілунгою Мбіді, вождем (булопве) одного з племен народу кунда, сусідів сонг'є. За нього Конголо видав одну або двох своїх сестер.
За легендою Ілунга Мбіді здобув безліч перемог над ворогами, розширивши межі держави Луба. Конголо через популярність шваґра став побоюватися, що тій зможе захопити владу. Тому організував змову, але Ілунга Мбіді зумів втекти до рідних поселень.
Водночас сам Конголо приєднував племена також через укладання численних шлюбів із сусідами. Це дозволило йому прийняти титул мулохве (великий вождь, правитель, на кшталт імператора). Також активно сприяв торгівлі залізом, пальмовою олією, рибою.
Конголо заклав основи організації держави, спрямувавши своїх родичів як намісників в підкорені племена. Втім в поселеннях залишалися місцеві вожді. Разом з тим в подальших описах зображується тираном, що тероризував підданих. Ймовірно тут відображено з одного боку дії Конголо з приборкання норовистих вождів, а з іншого спроба подальших мулохве, що походили від його небіжа зобразити Конголо поганим на відміну від їх предка.
Близько 1580 року небіж Конголо — Калала Ілунга — повстав проти мулохве, якого повалив (відрубав голову Конголо та відрізав у мертвого геніталії) й сам захопив владу.

## Родина
Започаткував традицію вступу в шлюб в середині родини. За легендою головною дружиною Конголо була його сестра-близнючка, від якої мав декількох дітей. Також у нього був великий гарем, але про дітей відомостей обмаль.